# Juventino Rosas
Juventino Rosas (José Juventino Policarpo Rosas Cadenas, født 25. januar 1868 i Santa Cruz de Galeana i Mexico - død 9. juli 1894 i Surgidero de Batabanó på Cuba), var en mexicansk violinist, dirigent og komponist. Han er kendt for valsen Sobre las olas (Over bølgerne, Over the Waves, Über den Wellen).
Rosas var af indiansk afstamning. Allerede som barn viste han musikalske evner. Han blev som 12-årig optaget som violinist i et orkester i Mexico City. Han var flere gange indskrevet på det statslige musikkonservatorium, men fuldførte aldrig nogen formel uddannelse. Han virkede ikke desto mindre som dirigent og turnerede med sit orkester, også til USA, hvor han dirigerede ved verdensudstillingen i Chicago i 1893. 
Han komponerede Sobre las olas i 1884, som 16-årig. Den blev førsteopført samme år, da han med sit orkester besøgte New Orleans, men først udgivet i 1888.
Valsen hører til en af de mest iørefaldende melodier, der nogensinde er komponeret, og spilles i utallige variationer som wienervals i Johann Strauss-stil, som salonmusik, som standard i New Orleans-jazzen, som filmunderlægning og som baggrundsmusik på markedspladser.
Valsen var oprindelig uden sangtekst, men der er i midten af 1900-tallet bl.a. skrevet en engelsk tekst The loveliest night of the year. 
Rosas skrev i sit korte liv i alt ca. 90 kompositioner, hvoraf ca. 1/3 blev publiceret. 
I 1894 flyttede Rosas til Surgidero de Batabanó, hvor han efter kort tid pådrog sig en virusinfektion, som kostede ham livet. 
Hans fødeby bærer i dag hans navn, Santa Cruz de Juventino Rosas.

## Kompositioner
I. Vals
- Dos pensamientos (før 1888)
- Sobre las olas (komponeret og førsteopført 1884, udgivet 1888, A. Wagner y Levien, Mexico City)
- Carmen (1888, A. Wagner y Levien, Mexico City/Friedrich Hofmeister, Leipzig)
- Amelia (1890, A. Wagner y Levien, Mexico City/Friedrich Hofmeister, Leipzig)
- Aurora (1890, A. Wagner y Levien, Mexico City/Friedrich Hofmeister, Leipzig)
- Ensueño seductor (1890; A. Wagner y Levien, Mexico City/Friedrich Hofmeister, Leipzig)
- Ilusiones juveniles (1890, A. Wagner y Levien, Mexico City/Friedrich Hofmeister, Leipzig)
- Eva (1888-1891, udgiver formentlig A. Wagner y Levien, Mexico City)
- Josefina (1892, A. Wagner y Levien Sucs., Mexico City/Friedrich Hofmeister, Leipzig)
- Flores de margarita (1893, Eduardo Gariel, Saltillo/Robert Forberg, Leipzig)
- Soledad (1893, Eduardo Gariel, Saltillo/Robert Forberg, Leipzig)

II. Polka 
- La cantinera (1888, A. Wagner y Levien, Mexico City/Friedrich Hofmeister, Leipzig)
- Carmela (1890, A. Wagner y Levien, Mexico City/Friedrich Hofmeister, Leipzig)
- Ojos negros (1891, A. Wagner y Levien, Mexico City/Friedrich Hofmeister, Leipzig)
- Flores de México (1893, Eduardo Gariel, Saltillo/Robert Forberg, Leipzig)

III. Mazurka
- Acuérdate (før 1888, A. Wagner y Levien, Mexico City)
- Lejos de ti (før 1888, H. Nagl. Sucs.)
- Juanita (1890, A. Wagner y Levien Sucs., Mexico City/Friedrich Hofmeister, Leipzig)
- Último adiós (1899, A. Wagner y Levien Sucs., Mexico City/Friedrich Hofmeister, Leipzig)

IV. Scottish
- El sueño de las flores (før 1888, A. Wagner y Levien, Mexico City/Friedrich Hofmeister, Leipzig)
- Floricultura-Schottisch (før 1888, A. Wagner y Levien, Mexico City/Friedrich Hofmeister, Leipzig)
- Lazos de amor (1888, A. Wagner y Levien Sucs., Mexico City/Friedrich Hofmeister, Leipzig)
- Julia (1890, A. Wagner y Levien Sucs., Mexico City/Friedrich Hofmeister, Leipzig)
- Salud y pesetas (1890, A. Wagner y Levien Sucs., Mexico City/Friedrich Hofmeister, Leipzig)
- Juventa (1892, A. Wagner y Levien Sucs., Mexico City/Friedrich Hofmeister, Leipzig)
- El espirituano (1894, autograf vid Archivo Provincial de Sancti Spíritus, Kuba)

V. Danzón 
- A Lupe (1888, A. Wagner y Levien, Mexico City/Friedrich Hofmeister, Leipzig)
- En el casino (1888, A. Wagner y Levien, Mexico City/Friedrich Hofmeister, Leipzig)
- Juanita (1888, A. Wagner y Levien, Mexico City/Friedrich Hofmeister, Leipzig)
- No me acuerdo (1888, A. Wagner y Levien, Mexico City/Friedrich Hofmeister, Leipzig)
- ¡Qué bueno! (1888, A. Wagner y Levien, Mexico City/Friedrich Hofmeister, Leipzig)
- ¿Y para qué? (1888, A. Wagner y Levien, Mexico City/Friedrich Hofmeister, Leipzig)
- Flores de Romana (1893, Eduardo Gariel, Saltillo)